# الانسحاب من كابول 1842
الانسحاب من كابول 1842 وسمي أيضًا مذبحة جيش إلفينستون، جرت أثناء الحرب الأنجلو أفغانية الأولى، وهو انسحاب القوات البريطانية وقوات شركة الهند الشرقية من كابل. أجبرت الانتفاضة في كابل القائد آنذاك اللواء السير ويليام إلفينستون على العودة إلى الحامية البريطانية في جلال آباد. عندما بدأ الجيش وأتباع المعسكر في المسير، تعرض لهجوم من رجال القبائل الأفغانية. مات العديد من أفراد الفوج بسبب الصقيع والبرد أو الجوع أو لقوا مصرعهم أثناء القتال.
في بداية الصراع هزمت القوات البريطانية وقوات سرية الهند الشرقية قوات الأمير الأفغاني دوست محمد باراكزاي واحتلت كابول في 1839، وأعادت الحاكم السابق شجاع شاه الدراني أميرًا. لكن تدهور الوضع جعل موقفهم أكثر خطورة، إلى أن أدت انتفاضة في كابول إلى إجبار اللواء إلفينستون على الانسحاب. تحقيقًا لهذه الغاية تفاوض على اتفاقية مع وزير أكبر خان أحد أبناء دوست محمد باراكزاي، والذي بموجبه يعود جيشه إلى الحامية البريطانية في جلال آباد، على بعد أكثر من 90 ميل (140 كـم). وخلال مسيرته البطيئة خلال ثلوج الشتاء في هندو كوش، تعرض لهجمات عديدة من رجال القبائل الأفغان. في المحصلة، فقد الجيش البريطاني 4500 جندي إلى جانب حوالي 12000 مدني، وهم من عائلات الجنود الهنود والبريطانيين، بالإضافة إلى العمال والخدم وغيرهم من أتباع المعسكرات الهنود. تم تصفية البريطانيين نهائيا خارج قرية تسمى جاندماك في 13 يناير.
من بين أكثر من 16,000 شخص من الفوج الذي قاده إلفينستون، لم يصل إلا أوروبي واحد فقط (مساعد الجراح وليام بريدون) وعدد قليل من السباهي الهنود إلى جلال أباد. وبعدها بفترة أطلق سراح أكثر من مائة سجين بريطاني ورهائن مدنيين. ونجا حوالي 2000 من الهنود، حيث الكثير منهم تعرض للتشوه بسبب قضمة الصقيع، ورجعوا إلى كابل ليعيشوا متسولين أو ليتم بيعهم عبيدًا. عاد بعضهم إلى الهند بعد غزو بريطاني آخر لكابل بعد عدة أشهر، ولكن منهم من ظل في أفغانستان.
في عام 2013، وصف كاتب في مجلة ذي إيكونوميست هذه المذبحة بأنها «أسوأ كارثة عسكرية بريطانية حتى سقوط سنغافورة بعد قرن بالضبط».

## البداية
خشيت شركة الهند الشرقية البريطانية في سنة 1838 من زيادة النفوذ الروسي في أفغانستان بعد أن استولى دوست محمد باراكزاي على السلطة من الحاكم السابق شجاع شاه دوراني سنة 1834. وكان دوست محمد قد رفض مبادرات سابقة من روسيا، ولكن بعد قيام اللورد أوكلاند الحاكم العام للهند فرض السياسة الخارجية الأفغانية بتوجيهات بريطانية، جدد دوست محمد علاقته مع الروس. خضع اللورد أوكلاند لنصيحة مستشاره وليم ماكنجتن لدعم شجاع شاه، رافضًا نصيحة ألكسندر بيرنز بضرورة دعم دوست محمد، وقرر السعي إلى حل عسكري. وبدأ في تجميع قواته في أواخر 1838.
قاد الجنرال السير ويلوبي كوتون ومعه ماكنغتن مستشاره الأول جيشًا من 20,000 جندي وبرفقة 38,000 من أتباع المعسكرات المدنية (الحرفيون وحاملو النقالات والطهاة والخدم والحلاقون والخياطون وصانعو الأسلحة ورعاة الإبل، إلخ.. وكذلك عائلات الجنود الهنود والبريطانيين). وفي مارس 1839 عبروا ممر بولان وبدأوا مسيرتهم نحو كابل. وتقدموا عبر تضاريس وعرة، وعبروا الصحاري والممرات الجبلية على ارتفاع 4,000 متر (13,000 قدم) حيث أحرزوا تقدمًا حتى استولوا على قندهار في 25 أبريل.
وفي هجوم مفاجئ استولى الإنجليز يوم 22 يوليو على حصن غزنة المنيع في ذلك الوقت، فقتل وجرح منهم 200 جندي بينما فقد الأفغان ما يقرب من 500 مقاتل وأسر 1600 وجرح عدد غير معروف. وللعلم لم يتمكن الإنجليز من دخول المدينة إلا بعد استجواب الجنود الأفغان الأسرى، حيث كشفوا أن جميع البوابات المؤدية إلى غزنة قد تم إغلاقها بالحجارة والحطام باستثناء بوابة كابل التي في الشمال. وكشف الجواسيس أن البوابة خاضعة لحراسة خفيفة. فتقرر مهاجمة المدينة عبر بوابة كابل. تجول البريطانيون في أرجاء المدينة وعسكروا على الجانب الشمالي المواجه لتلك البوابة. حتى تمكنوا من تفجيرها، ودخلوا المدينة بسعادة غامرة. وقد ساعدت الإمدادات الوفيرة حصلوا عليها من غزنة على إكمال التقدم نحو كابل، والتي كان من الصعب التقدم لولا ذلك.
فر دوست محمد ولجأ إلى براري هندو كوش. فسقطت كابل دون قتال في 6 أغسطس 1839. عاد شجاع شاه وأعلنه البريطانيون أميرًا. أسس بلاطه في قلعة بالا حصار أعلى كابل.
بعد أكثر من عام استسلم دوست محمد لماكنغتن في 4 نوفمبر 1840 ونفي إلى الهند.

## الاحتلال

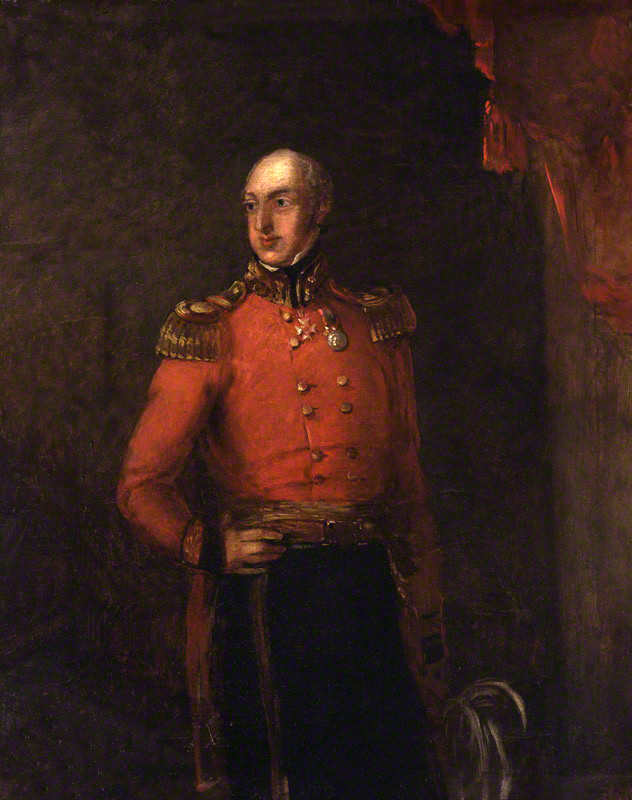
الجنرال ويليام إلفينستون، الذي تولى قيادة القوات البريطانية في أفغانستان سنة 1841

في أغسطس 1839 وبضغط من شاه شجاع احجم البريطانيون عن البقاء في قلعة العاصمة، فأقاموا معسكراتهم على بعد 2.5 كيلومتر (1 1⁄2 ميل) خارج كابل. هذا القرار الذي تم اتخاذه على أسس دبلوماسية هو خطأ عسكري فادح، فأصبحت الحامية في وضع دفاعي ضعيف.
بصفته وكيلًا ومبعوثًا سياسيًا في بلاط شجاع شاه، أصبح ماكنجتن زعيمًا للجالية البريطانية في كابل. وقد وصف المدينة بأنها نظيفة وممتعة مع العديد من المنازل الخشبية الفسيحة المحاطة بالحدائق المصانة جيدًا. استمتع المحتلون بترتيب مباريات الكريكيت وسباقات الخيول وحفلات الصيد. وفي المساء يشاهد ضباط شركة الهند الشرقية وزوجاتهم مسرحيات للهواة. وفي ظل تلك الظروف المريحة، عادت الكثير من قوات شركة الهند الشرقية إلى حامياتها في الهند.
في ذاك الوقت كان الأفغان غاضبين من احتلال قوة أجنبية لبلدهم. أدت شائعات حول العلاقات بين الجنود البريطانيين والنساء الأفغانيات إلى توترات في كابل. فبريطانيا أزاحت دوست محمد الحاكم الشعبي (نسبيًا) وعينت شجاع شاه وهو دمية ضعيفة، وكان يُنظر إليه على أنه أكثر قسوة وانتقامًا لأعدائه من سلفه. وفي 1840 بدأ ابن دوست محمد وزير أكبر خان في جمع الحلفاء من رجال القبائل في مناطق الريف حيث النفوذ البريطاني ضعيفاً. وبدأت حرب عصابات التي أبقت قوات شركة الهند الشرقية في حالة استنفار دائم.
قللت الحكومة البريطانية في الهند من جهودها بالسيطرة على أفغانستان. حيث شعرت بالضيق بسبب كلفة الحفاظ على حامية كبيرة في كابل، وأوقفت الإعانات الدورية (الرشاوى بشكل أساسي) التي كانت تُدفع لزعماء القبائل المختلفة في المنطقة المحيطة بكابل وممر خيبر للحفاظ على الهدوء. ومن ثم لم تجد القبائل أي سبب للبقاء موالية لنظام مدعوم من بريطانيا. ولم يستجب ماكنجتن لتحذيرات ضباطه، وكتب لرؤسائه في الهند بأن «تلك هي حالة معتادة للمجتمع الأفغاني». ومع دخول ربيع وصيف 1841 ازداد تقييد حرية البريطانيين في التنقل حول كابل.
على الرغم من ذلك التحول المشؤوم للأحداث، استبدل السير ويلوبي كوتون قائد للقوات البريطانية في أفغانستان، وعين السير ويليام إلفينستون بدلا عنه، الذي كان مريضًا وقتها ولم يكن مستعدًا في البداية لقبول التعيين. فإلفينستون البالغ من العمر 59 عامًا قد انضم للجيش البريطاني سنة 1804. ولديه وسام باث لقيادته فوج 33 مشاة في معركة واترلو. وفي سنة 1825 تمت ترقيته إلى رتبة عقيد ثم إلى رتبة جنرال في 1837. على الرغم من أن إلفينستون كان رجلاً من طبقة عالية وذو أخلاق مثالية، إلا أن زميله الجنرال المعاصر له ويليام نوت اعتبره «الجندي الأكثر عجزًا الذي يمكن العثور عليه بين جميع الضباط من تلك الرتبة».
وفي خريف عام 1841 تم استدعاء العميد روبرت هنري سيل ومساعده إلى جلال آباد، التي كانت خط الاتصال العسكري [الإنجليزية] بين كابل وبيشاور. فترك زوجته خلفه في المعسكرات البريطانية في كابل.

## ثورة الأفغان

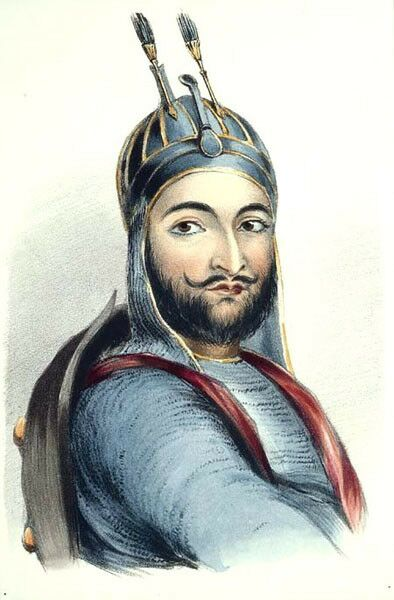
وزير أكبر خان نجل الزعيم الأفغاني المخلوع دوست محمد باراكزاي.

في 2 نوفمبر 1841 أعلن أكبر خان ثورة عامة وسرعان ما تبعه أهالي كابل الذين اقتحموا منزل السير ألكسندر بيرنز أحد كبار الضباط السياسيين البريطانيين، وقتلوه هو وطاقمه. فاجأت الثورة كلًا من إلفينستون وماكنجتن. وقد كان لدى شركة الهند الشرقية في تلك اللحظة 4500 جندي في كابل وحولها، منهم 690 أوروبيًا. وبما أن إلفينستون لم يتخذ أي إجراء ردًا على مقتل بيرنز، شجع ذلك المتمردين على رفع وتيرة تمردهم. فاقتحم الأفغان الجريئون حصن إمداد ضعيف الدفاع داخل كابل يوم 9 نوفمبر.
في 23 نوفمبر احتلت القوات الأفغانية تلة تطل على المعسكرات البريطانية وبدأت في قصف المعسكر بمدفعين. تحركت قوة بريطانية لطردهم لكن الأفغان أوقعوا خسائر فادحة في إطلاق النار بالجيزايل من المرتفعات البعيدة. فهربت قوات الهند الشرقية تاركة وراءها 300 جريحاً. أضحت المعنويات الآن قضية خطيرة بالنسبة للقوات البريطانية في كابل. وطالب إلفينستون بإرسال تعزيزات من اللواء نوت في قندهار لكنهم عادوا عندما وجدوا الممرات الجبلية مسدودة بالثلوج الكثيفة.
حاول ماكنجتن بعد أن أدرك وضعه اليائس التفاوض على اتفاق مع أكبر خان لسحب القوات والمدنيين البريطانيين والهنود البالغ عددهم 12,000 الذين ما زالوا في كابل. وفي 23 ديسمبر دعا القادة الأفغان ماكنجتن لتناول الشاي لمناقشة الوضع. ولكن في اللحظة التي نزل فيها الوفد البريطاني من خيولهم تم الاستيلاء عليها وقتل رجال مسلحون ماكنجتن ومساعده. وتعرضت جثة ماكنجتن للتشويه والسحل في شوارع كابل. وكان من المفترض أن يرافق الدبلوماسيين البريطانيين قوة من الفرسان للحماية، إلا أنها تأخرت ولم تتمكن من الانضمام إليهم. وقد أطلق سراح ضابطين بريطانيين كانا من ضمن وفد ماكنجتن.
بدأ إلفينستون يفقد قيادة قواته، واستمرت سلطته بالتدهور. وفوق ذلك لم يتخذ أي إجراء عقابي ضد مقتل المبعوث البريطاني مما أثار استياء ضباطه. وخلف الرائد إلدريد بوتينجر ماكنجتن ليكون مبعوث للبلاط الأفغاني. وفي 1 يناير 1842 وافق إلفينستون على شروط أكبر خان التي احتوت على بعض الطلبات الصعبة. مثل أنه لا بد من تسليم جميع احتياطي البارود، ومعها أحدث البنادق ومعظم المدافع. وفي المقابل وعد أكبر خان بممر آمن للانسحاب من كابل لجميع القوات والمدنيين الأجانب، من بينهم الأطفال والنساء وكبار السن. الذي يبدأ في 6 يناير لعبور الجبال المغطاة بالثلوج في هندو كوش متجهًا نحو جلال أباد على بعد 140 كيلومتر (90 ميل). وبالمجمل كان هناك 700 جندي بريطاني و 3800 جندي هندي. أما المدنيين فعددهم بلغ ما يقرب من 14000، وهم الأسر الهندية والبريطانية للجنود، ومعهم خدم وعمال المعسكر.

## الانسحاب والمذبحة

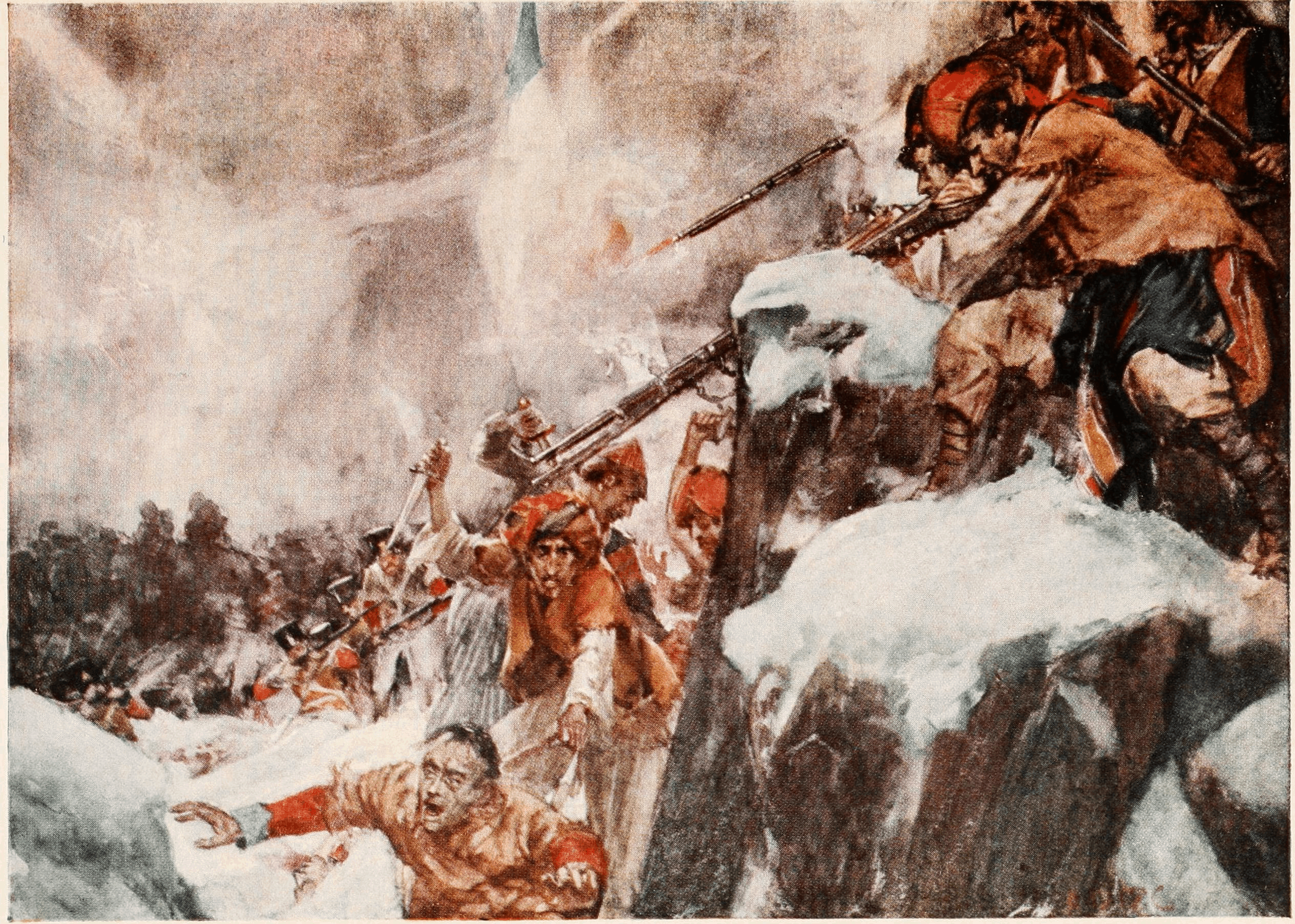
رسم في سنة 1909 لأرثر ديفيد ماكورميك يصور القوات البريطانية التي تحاول شق طريقها عبر الممر.

مع فجر يوم 6 يناير بدأ فوج إلفينستون في التحرك ببطء خارج كابل تاركًا شجاع شاه دوراني وأتباعه لمصيرهم. ولأن أكبر خان كان قد ضمن السلامة لجميع المعنيين، فقد تُرك المرضى والجرحى والعجزة أيضًا وراءهم. ولكن بمجرد أن غادر الحرس الخلفي المعسكر، تحرك الأفغان بسرعة وبدأوا في إطلاق النار على القوات المنسحبة من الجدران، وقاموا بإشعال النار في مباني الحامية، مما أسفر عن مقتل كل من كان بها.
وبعد مغادرته المدينة اكتشف إلفينستون أن الحراسة التي وعده بها أكبر خان لم تتحقق، ولم يكن لديه الطعام والوقود الكافي للمساعدة في عبور هندو كوش في الشتاء. فناشد الرائد إلدريد بوتينجر القائد البريطاني المريض بالعودة إلى كابول حيث لا يزال لديهم الوقت للجوء إلى قلعة بالا حصار. لكن إلفينستون قال إنه لن يكون هناك عودة إلى الوراء وسيتوجهون إلى جلال آباد. فأصبح الرتل المؤلف من 16 ألف جندي ومدني الآن تحت رحمة القبائل الأفغانية.
وفي اليوم التالي كان للقنص من التلال المحيطة تأثيرًا قويًا على الفوج الذي يتحرك ببطء. وعلى الرغم من كونه مسلحًا تسليحًا جيدًا، إلا أن تقدمهم كان بطيئًا بسبب المدنيون المرعوبين وأتباع المعسكر. وكانت المناوشات الصغيرة متكررة. نجح الأفغان في الاستيلاء على بعض مدافع الفوج، بينما أجبروا البريطانيين على رفع قطعتين من القطع الثلاث المتبقية. وفي غضون 24 ساعة فقط لم يتبق لدى الفوج سوى مدفع رشاش ومدفعين ثقيلين.
والتقى أكبر خان بعد ظهر ذلك اليوم مع إلفينستون، متظاهرًا بالجهل بأي خيانة من جانبه. وأخبر البريطانيين أنه لم يتمكن من توفير الحراسة المتفق عليها لأنهم غادروا معسكراتهم في وقت أبكر مما كان متوقعًا. ثم طلب أكبر خان من إلفينستون الانتظار أثناء تفاوضه مع زعماء منطقة ممر خورد كابل 25 كيلومتر (15 ميل) من كابل حول عبور فوجه الآمن. وعلى الرغم مما حدث إلا أن القائد البريطاني وافق على الشروط وانتظر. كما وافق على تسليم ثلاثة رهائن أوروبيين إلى أكبر خان.
لم يتمكن فوج إلفينستون من الابتعاد عن كابل أكثر من عشرة كيلومتر (6 ميل). في حين كانت الجهود المبذولة للحفاظ على التماسك العسكري غير مجدية. وفي اليوم التالي عندما دخل الفوج البريطاني الممر الضيق الذي طوله ستة-كيلومتر (أربعة-ميل)، بدأ رصاص الغلزائي ينهمر عليهم من جميع الجوانب، وهم مسلحين بالبنادق البريطانية التي استولوا عليها، بالإضافة إلى جيزايلهم التقليدي. أصبح واضحًا الآن أن أكبر خان لم يكن يتفاوض بشأن ممرهم الآمن. لقد كانت في الواقع حيلة لمنح الأفغان مزيدًا من الوقت للوصول إلى موقع الكمين.
واجه الفوج طوال اليوم الثالث صعوبة شديدة في الخروج من الممر. وبمجرد أن خرج معظمهم حتى أخلى الأفغان مواقعهم وقاموا بذبح الجرحى والمتخلفين. وفي مساء 9 يناير كان الفوج قد تحرك مسافة 40 كيلومتر (25 ميل) فقط، وقد مات منهم 3000 شخص. حيث قتل الكثيرون في القتال، والباقي مات من الصقيع أو انتحر. سجل تقرير مكتوب من قبل إلفينستون أن معظم السباهي قد فقد أصابع يديه أو قدميه في تلك المرحلة بسبب البرد والصقيع، وأن بنادقهم المغطاة بالثلج أصبحت غير صالحة للاستعمال.
وفي اليوم الرابع هرب المئات من الجنود الأفغان التابعين لهم، وحاولوا العودة إلى كابل. لكنهم واجهوا مصير القتل أو الاستعباد. وفي تلك اللحظات جلس إلفينستون الذي توقف عن إعطاء الأوامر بصمت على حصانه. وفي مساء يوم 9 يناير وعلى الرغم من انعدام الثقة الشديد إلا أن ليدي سيل ومعها زوجات وأطفال الضباط البريطانيين والهنود وحاشيتهم قبلوا ضمانات أكبر خان بالحماية، وبمجرد ماتمكنوا من احتجازهم، قُتل جميع الخدم الهنود وزوجات السباهي.

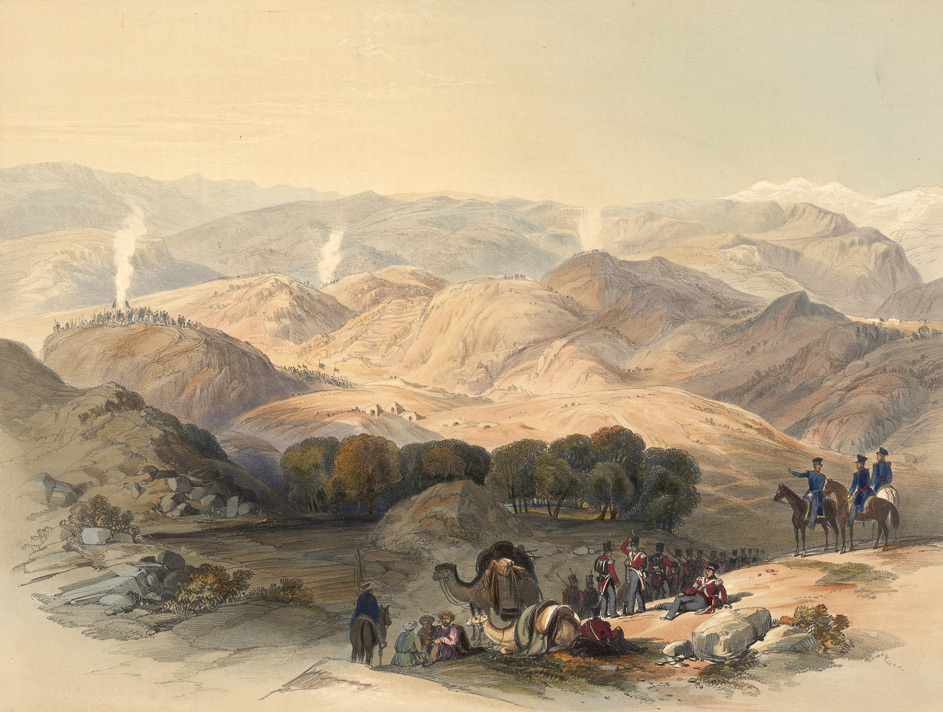
أحراج ووادي جاغادالاك حيث قام جيش إلفينستون بآخر معركته في تراجعه الكارثي؛ يناير 1842. بريشة جيمس راتراي.

وفي مساء 11 يناير كان الجيش قد وصل عدده إلى 200 رجل. وقاد حماية المؤخرة العميد جون شيلتون الذي أظهر لأول مرة في الانسحاب كفاءته وقاد مقاومة شرسة ضد الأفغان. بينما كانت القوات الباقية محاصرة داخل سور طيني صغير قديم في جاغادالاك، عاد مبعوثو أكبر خان وأقنعوا إلفينستون وشيلتون بمرافقتهم في المفاوضات.
أحضر أكبر خان الضابطين إلى معسكره وقدم لهما العشاء. سرعان ما اتضحت أسباب ضيافته، حيث رفض السماح لكليهما بالعودة إلى رجالهما. ثار غضب شيلتون وطالب بحقه كضابط وجندي في العودة لقيادة رجاله والموت في القتال.
في 12 يناير قرر الفوج بعد فقد قائدهم وخسارة أكثر من 12,000 ضحية أن أملهم الوحيد هو الانتظار حتى الليل والإسراع في التقدم خلال الظلام. ولكن وجدت القوات المتبقية التي قادها العميد توماس جون أنكيتيل أن الطريق مسدود بحاجز هائل من أشجار السنديان الأخضر الشائك والملتوي جيدًا، بارتفاع ستة أقدام تقريبًا، وموجود في أضيق جزء من الوادي. وقد سقط الكثير من الرجال الذين حاولوا تسلق الحاجز قبل أن يتمكنوا من الوصول إلى الجانب الآخر. انتهى الآن كل الانضباط بين الرجال المتبقين الذين حوصروا بسبب الحاجز واطبق الأفغان عليهم للقضاء عليهم. وبدأ من تمكن من تسلق الحاجز من الرجال بالركض اليائس نحو جلال آباد، لكن العديد منهم ذُبحوا في معركة بعد وصولهم إلى الجانب الآخر من الحاجز.
حاولت أكبر مجموعة من الجنود الناجين، وتتكون من 20 ضابطًا و 45 جنديًا أوروبيًا، معظمهم من المشاة من الفوج 44، الإسراع في التقدم لكنهم وجدوا أنفسهم محاصرين بتل ثلجي بالقرب من قرية غانداماك. ومع 20 بندقية عاملة وطلقتين لكل سلاح رفضت القوات الاستسلام عندما حاول الأفغان إقناع الجنود بأنهم سيحفظون حياتهم. فبدأ القنص، ثم تلاه سلسلة من الهجومات، وسرعان ما اجتاح رجال القبائل التل، فأسرت تسعة أشخاص وقتلت البقية.

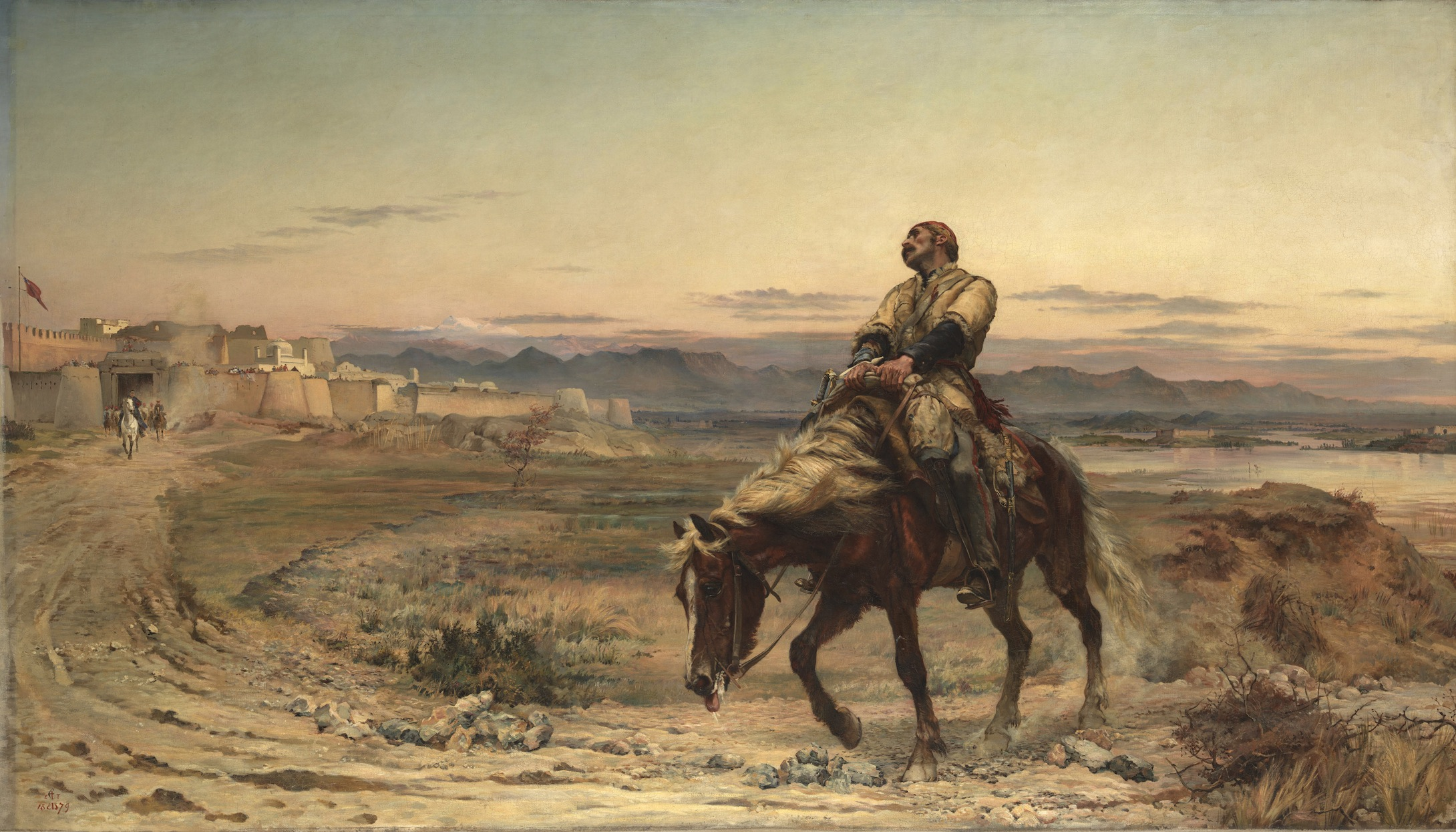
لوحة بقايا جيش بريشة إليزابيث بتلر يصور وصول مساعد الجراح ويليام بريدون إلى جلال أباد في 13 يناير 1842.

تمكنت مجموعة أخرى مكونة من خمسة عشر ضابطا من الفرسان من الوصول إلى قرية فتحباد [الإنجليزية] لكن عشرة منهم قتلوا أثناء إفطارهم مع أهل القرية، وقتل أربعة قنصا من فوق أسطح المنازل أثناء ركوبهم الخيول والفرار من القرية وتعقبهم أحد القرويين وقطع رؤوسهم.
في 13 يناير وعلى بعد كيلومترات فقط من جلال أباد، كان على الضابط البريطاني وهو الجراح المساعد ويليام برايدون الذي بدا عليه الانهاك والاصابات على ظهر حصان مصاب بجروح بالغة أن يقاتل من أجل حياته ضد مجموعة من الفرسان الأفغان. وبعد هروبه من أحد المطاردين، رآه ضابط على جدران جلال آباد الذي أرسل على الفور خيالة لإنقاذه. وسئل بريدون فور وصوله عما حدث للجيش فأجاب «أنا الجيش». تبعه في الأسابيع التالية عدد قليل من أفراد السباهي الذين كانوا مختبئين في الجبال.
على الرغم من أن جزءًا من جمجمته قد تم جزها بالسيف، إلا أنه نجا لأنه وضع داخل قبعته حاجياته الشخصية فمنعت عنه قوة الضربة. نشر برايدون لاحقًا مذكرات عن مسيرة الموت. ولعدة ليال تم اشعال الأضواء على بوابات جلال آباد وسمعت الأبواق من الأسوار على أمل إرشاد الناجين الآخرين إليهم.

## مابعد الكارثة
وضعت تلك الإبادة بريطانيا والهند في حالة صدمة، وأصيب الحاكم العام اللورد أوكلاند بجلطة دماغية عند سماعه النبأ. وفي خريف 1842 قام «جيش الانتقام» بقيادة السير جورج بولوك ومعه كلا من ويليام نوت وروبرت سيل باحتلال كابل وتسوية بازارها الكبير وجميع مبانيها الكبيرة بالأرض. أنقذ سال بنفسه زوجته ليدي سيل وبعض الرهائن الآخرين من يد جنود وزير أكبر خان. ومع ذلك فإن تأثير ذبح جيش من قبل رجال القبائل الأفغانية كان مهينًا للسلطات البريطانية في الهند.
تم انقاذ 32 ضابطًا وأكثر من 50 جنديًا و 21 طفلاً و 12 امرأة في سبتمبر 1842. وقد بيع عدد غير معروف من الأسرى والسجناء الهنود عبيدًا في كابل أو تم الاحتفاظ بهم ليكونوا أسرى في القرى الجبلية. وتم العثور على حوالي 2000 سيبوي وأتباع معسكر كابل وأعادهم الجنرال بولوك إلى الهند.
يُنظر إلى قيادة إلفينستون على أنها مثال سيء السمعة بعدم كفاءة الضابط الكبير وأن عدم حسمه يمكن أن يضر بالمعنويات والفعالية لجيش كامل (على الرغم من أنه منهك فعليًا). فشل إلفينستون تمامًا في قيادة جنوده، لكنه مارس السلطة الكافية لمنع أي من ضباطه من ممارسة القيادة المناسبة في مكانه.
لا يزال المؤرخون يناقشون ما إذا كان أكبر خان قد أمر بالمذبحة أو أجازها أم أنه ببساطة غير قادر على منعها. وزعم بعض الضباط والأسر البريطانيين الذين تم احتجازهم كرهائن في وقت لاحق أن أكبر خان قد نادى «اعتقهم!» باللغة الفارسية، ولكن «اقتلهم!» بالباشتو لرجال القبائل. في كلتا الحالتين لا بد أن رد الفعل البريطاني على مثل هذه الفظائع كان واضحًا له. توفي في نهاية 1847 ربما سممه والده دوست محمد، الذي ربما كان يخشى طموحاته.
كان دوست محمد سجينًا بريطانيًا حتى أواخر 1841 عندما أطلقت السلطات البريطانية سراحه. وبعد أن انتقمت من كابل قررت بريطانيا التخلي عن أي محاولات للتدخل في الشؤون الداخلية لأفغانستان. وبعد اغتيال شجاع شاه في أبريل 1842 عاد دوست محمد إلى تأسيس سلطته، وبعد الغزوتين البريطانيتين لبلاده لم يتدخل بأي شكل من الأشكال في ثورة الهند سنة 1857، وقد توفي في 9 يونيو 1863 لأسباب طبيعية.
أثر تدمير أفواج القوات الهندية خلال الانسحاب تأثيرا سيئًا على معنويات جيش البنغال التابع لشركة الهند الشرقية الذي تم سحب هذه الوحدات منه. تحطمت سمعة الشركة التي لا تقهر في السابق. وعلق ضابط بريطاني على اندلاع تمرد البنغال العظيم بعد خمسة عشر عامًا: «لقد تذكر الرجال كابل».